# Ram Charan
Konidela Ram Charan Teja, noto solo come Ram Charan (in telugu రామ్ చరణ్, Rām Caraṇ; Chennai, 27 marzo 1985), è un attore indiano.

## Biografia
Figlio dell'attore e politico Chiranjeevi, è una star nel suo paese, grazie ai suoi ruoli nei kolossal di Tollywood, soprattutto in Magadheera (2009) e RRR (2022), ambedue diretti da S. S. Rajamouli.

## Filmografia
- Chirutha, regia di Puri Jagannadh (2007)
- Magadheera, regia di S. S. Rajamouli (2009)
- Orange, regia di Bhaskar (2010)
- Racha, regia di Sampath Nandi (2012)
- Naayak, regia di V. V. Vinayak (2013)
- Zanjeer / Thoofan, regia di Apoorva Lakhia (2013)
- Yevadu, regia di Vamshi Paidipally (2014)
- Govindudu Andarivadele, regia di Krishna Vamsi (2014)
- Bruce Lee: The Fighter, regia di Sreenu Vaitla (2015)
- Dhruva, regia di Surender Reddy (2016)
- Khaidi No. 150, regia di V. V. Vinayak (2017)
- Rangasthalam, regia di Sukumar (2018)
- Vinaya Vidheya Ramaa, regia di Boyapati Srinu (2019)
- Sye Raa Narasimha Reddy, regia di Surender Reddy (2019)
- RRR, regia di S. S. Rajamouli (2022)

## Premi
- Filmfare Awards South
  - 2008: "Best Male Debut – South"
  - 2010: "Best Actor – Telugu"
- Nandi Awards
  - 2008: "Special Jury Award"
  - 2010: "Special Jury Award"
- South Indian International Movie Awards
  - 2019: "SIIMA Award for Best Actor (Telugu)"
- Santosham Film Awards
  - 2010: "Best Actor"
  - 2015: "Best Actor"
- Asiavision Awards
  - 2016: "Youth Icon Of India"
- CineMAA Awards
  - 2010: "Best Actor"
- Zee Cine Awards Telugu 
  - 2019: "Best Actor in Leading Role – Male"